# Кёнигсборн (Бидериц)
Кёнигсборн (нем. Königsborn) — деревня в Германии, в земле Саксония-Анхальт. Входит в состав общины Бидериц района Йерихов.
Население составляет 602 человека (на 31 декабря 2006 года). Занимает площадь 5,31 км².
Ранее Кёнигсборн имел статус общины (коммуны), с 2005 по 2009 год подчинялся управлению Бидериц-Мёзер. 1 января 2010 года Кёнигсборн вошёл в состав общины Бидериц.